# The Deleted
The Deleted è una webserie del 2016, diretta da Bret Easton Ellis, all'esordio dietro la macchina da presa. Gli otto episodi della serie sono stati distribuiti sul sito di video on demand Fullscreen.
La serie è attualmente inedita in Italia.

## Trama
La scomparsa di tre persone getta nel panico un gruppo di ventenni che diversi anni prima era riuscito a scappare da una setta.

## Webisodi
| nº | Titolo originale | Titolo italiano | Pubblicazione USA | Pubblicazione ITA |
| -- | ---------------- | --------------- | ----------------- | ----------------- |
| 1  | The Arrivals     |                 | 4 dicembre 2016   |                   |
| 2  | The Betrayal     |                 | 5 dicembre 2016   |                   |
| 3  | The Hook Up      |                 | 6 dicembre 2016   |                   |
| 4  | Breeda           |                 | 7 dicembre 2016   |                   |
| 5  | The Meeting      |                 | 8 dicembre 2016   |                   |
| 6  | Parties          |                 | 9 dicembre 2016   |                   |
| 7  | Malibu           |                 | 10 dicembre 2016  |                   |
| 8  | The Interviews   |                 | 11 dicembre 2016  |                   |